# 会津水沼站
會津水沼站（日语：／ Aizu-mizunuma eki */?），是一個位於福島縣大沼郡金山町大字水沼字桑畑，屬於東日本旅客鐵道（JR東日本）只見線的鐵路車站。

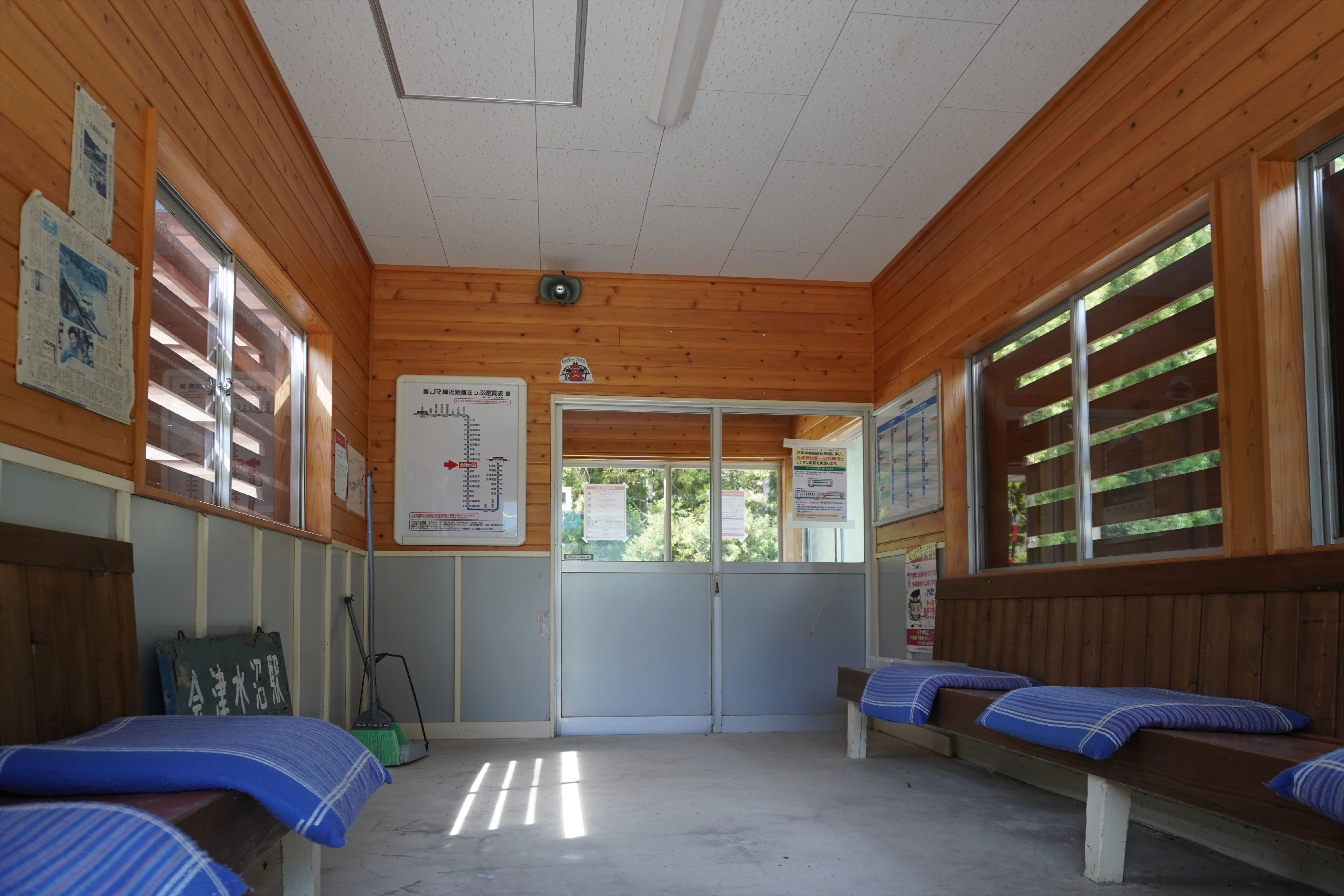
候車室內（2023年4月）

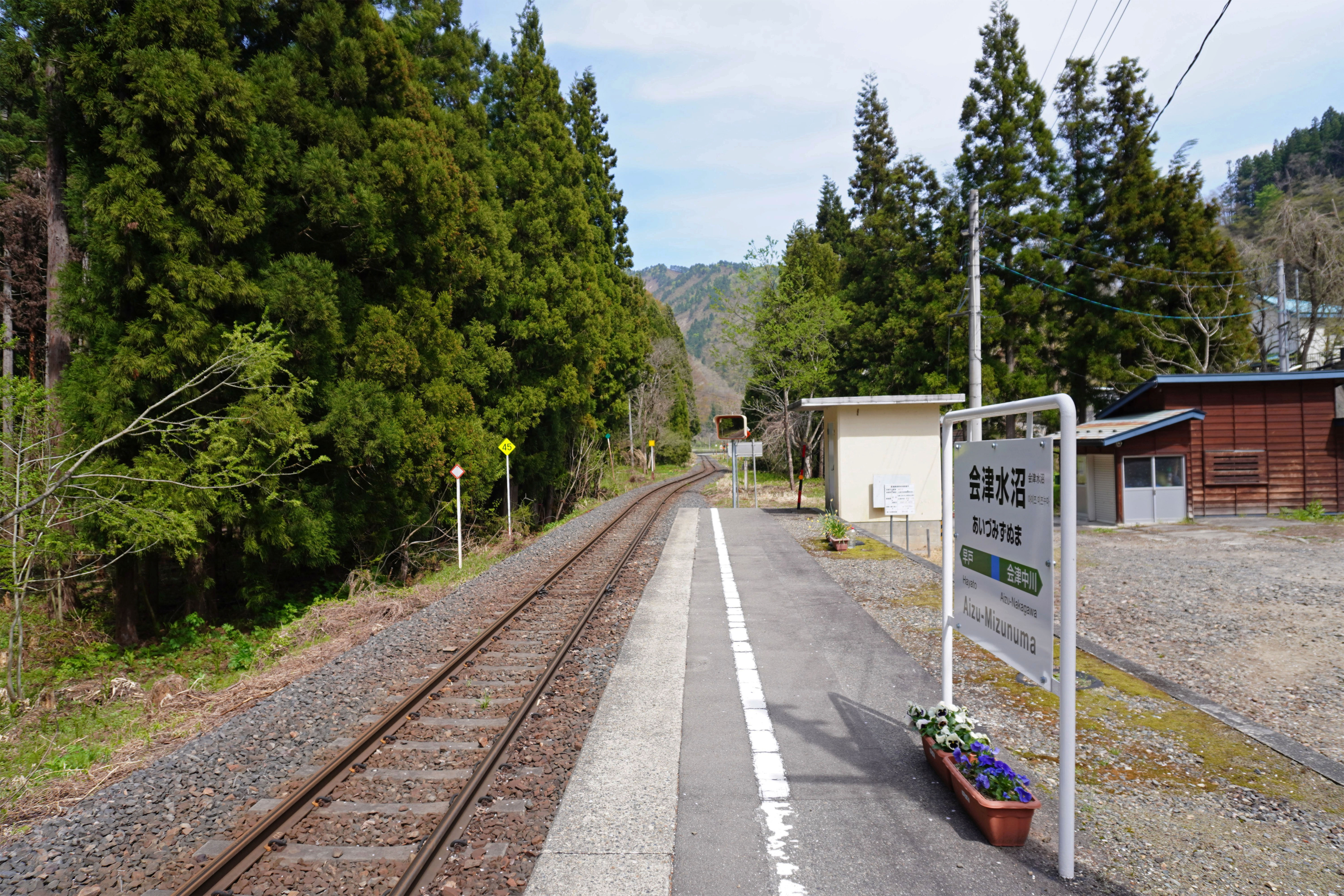
月台（2023年4月）

## 車站結構
側式月台1面1線的地面車站。

## 相鄰車站
東日本旅客鐵道
■只見線
早戶－會津水沼－會津中川